# La Grande Pêche
Pour plus de détails, voir Fiche technique et Distribution.
La Grande Pêche est un film français réalisé par Henri Fabiani et sorti en 1955. 

## Synopsis
Les hommes au travail sur un chalutier français au cours d'une campagne de pêche à la morue au large de Terre-Neuve.

## Fiche technique
- Titre : La Grande Pêche
- Réalisation : Henri Fabiani
- Photographie : Félix Forestier
- Musique : Louis Durey
- Production : Son et Lumière
- Pays de production :  France
- Format : Noir et blanc - 16 mm
- Genre : Documentaire
- Durée : 45 minutes
- Date de sortie : 
  - France : 1955 (Festival de Cannes, sélection officielle)

## Récompense
- 1955 : Prix du reportage filmé au Festival de Cannes[1]